# 贛南道
贛南道（かんなん-どう）は中華民国北京政府により設置された江西省の道。

## 沿革
1914年（民国3年）に設置。観察使は贛県に置かれ、下部に贛県、雩都、信豊、興国、会昌、安遠、尋鄔、竜南、定南、虔南、大庾、南康、上猶、崇義、寧都、瑞金、石城の17県を管轄した。1914年（民国3年）5月に観察使は道尹と改められた。1927年（民国16年）に廃止されている。

## 行政区画
廃止直前の下部行政区画は下記の通り。（50音順）
- 安遠県
- 雩都県
- 会昌県
- 贛県
- 虔南県
- 興国県
- 上猶県
- 尋鄔県
- 信豊県
- 瑞金県
- 崇義県
- 石城県
- 大庾県
- 定南県
- 南康県
- 寧都県
- 竜南県